# Кваммен, Рейдар
Рейдар Кваммен (норв. Reidar Kvammen; 23 июля 1914, Ставангер — 27 октября 1998, там же) — норвежский футболист, бронзовый призёр летних Олимпийских игр 1936 года. Играл на позиции нападающего.

## Биография

### Игровая карьера
Кваммен выступал за команду «Викинг» в бытность футболистом. На клубном уровне Кваммен забил 202 гола, что является рекордом в клубе. В послевоенные годы Кваммен был тренером «Мольде», «Брюне» и «Викинга». Кваммену предлагали перейти в лондонский «Арсенал», но он отказывался.
В составе сборной Норвегии провёл 51 игру и забил 17 голов. Первым преодолел отметку в 50 матчей за сборную Норвегии: по этому случаю король Хокон VII даже отправил Рейдару поздравительную телеграмму. Стал бронзовым призёром Олимпийских игр в Берлине в 1936 году и выступил на чемпионате мира 1938 года.

### Личная жизнь
Родителями Кваммена были Расмус Андреас Кваммен (обувщик) и Янна Кваммен. У него были также два старших брата Артур и Сверре, игравших за основной состав «Викинга».
Рейдар работал полицейским. В 1942 году женился на Анне Мартее Стеен. В августе 1943 года Кваммен был арестован и брошен в тюрьму в Ставангере, затем сослан в концлагерь Грини, откуда в декабре 1943 года переведён в концлагерь Штуттхоф. Освободился он только после окончания войны.

## Статистика

### Матчи Кваммена за сборную Норвегии
| Матчи Кваммена за сборную Норвегии | Матчи Кваммена за сборную Норвегии | Матчи Кваммена за сборную Норвегии | Матчи Кваммена за сборную Норвегии | Матчи Кваммена за сборную Норвегии | Матчи Кваммена за сборную Норвегии  |
| ---------------------------------- | ---------------------------------- | ---------------------------------- | ---------------------------------- | ---------------------------------- | ----------------------------------- |
| №                                  | Дата                               | Соперник                           | Счёт                               | Голы Кваммена                      | Соревнование                        |
| 1                                  | 5 ноября 1933                      | Германия                           | 2:2                                | —                                  | Товарищеский матч                   |
| 2                                  | 1 июля 1934                        | Швеция                             | 3:3                                | —                                  | Чемпионат Северной Европы 1933—1936 |
| 3                                  | 2 сентября 1934                    | Финляндия                          | 4:2                                | 1                                  | Чемпионат Северной Европы 1933—1936 |
| 4                                  | 23 сентября 1934                   | Дания                              | 3:1                                | —                                  | Чемпионат Северной Европы 1933—1936 |
| 5                                  | 31 мая 1935                        | Венгрия (люб.)                     | 2:0                                | —                                  | Товарищеский матч                   |
| 6                                  | 23 июня 1935                       | Дания                              | 0:1                                | —                                  | Чемпионат Северной Европы 1933—1936 |
| 7                                  | 27 июня 1935                       | Германия                           | 1:1                                | —                                  | Товарищеский матч                   |
| 8                                  | 8 сентября 1935                    | Финляндия                          | 5:1                                | 1                                  | Чемпионат Северной Европы 1933—1936 |
| 9                                  | 22 сентября 1935                   | Швеция                             | 0:2                                | —                                  | Чемпионат Северной Европы 1933—1936 |
| 10                                 | 3 ноября 1935                      | Швейцария                          | 0:2                                | —                                  | Товарищеский матч                   |
| 11                                 | 18 июня 1936                       | Швейцария                          | 1:2                                | —                                  | Товарищеский матч                   |
| 12                                 | 5 июля 1936                        | Швеция                             | 0:2                                | —                                  | Чемпионат Северной Европы 1933—1936 |
| 13                                 | 26 июля 1936                       | Швеция                             | 4:3                                | 3                                  | Товарищеский матч                   |
| 14                                 | 3 августа 1936                     | Турция                             | 4:0                                | 1                                  | Олимпийские игры 1936               |
| 15                                 | 7 августа 1936                     | Германия                           | 2:0                                | —                                  | Олимпийские игры 1936               |
| 16                                 | 10 августа 1936                    | Италия                             | 1:2                                | —                                  | Олимпийские игры 1936               |
| 17                                 | 13 августа 1936                    | Польша                             | 3:2                                | —                                  | Олимпийские игры 1936               |
| 18                                 | 6 сентября 1936                    | Финляндия                          | 0:2                                | —                                  | Чемпионат Северной Европы 1933—1936 |
| 19                                 | 20 сентября 1936                   | Дания                              | 3:3                                | —                                  | Чемпионат Северной Европы 1933—1936 |
| 20                                 | 1 ноября 1936                      | Нидерланды                         | 3:3                                | —                                  | Товарищеский матч                   |
| 21                                 | 14 мая 1937                        | Англия                             | 0:6                                | —                                  | Товарищеский матч                   |
| 22                                 | 27 мая 1937                        | Италия                             | 1:3                                | —                                  | Товарищеский матч                   |
| 23                                 | 13 июня 1937                       | Дания                              | 1:5                                | —                                  | Чемпионат Северной Европы 1937—1947 |
| 24                                 | 5 сентября 1937                    | Финляндия                          | 2:0                                | —                                  | Чемпионат Северной Европы 1937—1947 |
| 25                                 | 19 сентября 1937                   | Швеция                             | 3:2                                | 1                                  | Чемпионат Северной Европы 1937—1947 |
| 26                                 | 10 октября 1937                    | Ирландия                           | 3:2                                | 2                                  | Чемпионат мира 1938 (отбор)         |
| 27                                 | 24 октября 1937                    | Германия                           | 0:3                                | —                                  | Товарищеский матч                   |
| 28                                 | 7 ноября 1937                      | Ирландия                           | 3:3                                | 2                                  | Чемпионат мира 1938 (отбор)         |
| 29                                 | 31 мая 1938                        | Эстония                            | 1:0                                | —                                  | Товарищеский матч                   |
| 30                                 | 5 июня 1938                        | Италия                             | 1:2                                | —                                  | Чемпионат мира 1938                 |
| 31                                 | 17 июня 1938                       | Финляндия                          | 9:0                                | 2                                  | Чемпионат Северной Европы 1937—1947 |
| 32                                 | 4 сентября 1938                    | Швеция                             | 2:1                                | —                                  | Товарищеский матч                   |
| 33                                 | 18 сентября 1938                   | Дания                              | 1:1                                | —                                  | Чемпионат Северной Европы 1937—1947 |
| 34                                 | 2 октября 1938                     | Швеция                             | 3:2                                | —                                  | Чемпионат Северной Европы 1937—1947 |
| 35                                 | 23 октября 1938                    | Польша                             | 2:2                                | —                                  | Товарищеский матч                   |
| 36                                 | 9 ноября 1938                      | Англия                             | 0:4                                | —                                  | Товарищеский матч                   |
| 37                                 | 2 июня 1939                        | Швеция                             | 2:3                                | —                                  | Товарищеский матч                   |
| 38                                 | 14 июня 1939                       | Швеция                             | 1:0                                | —                                  | Товарищеский матч                   |
| 39                                 | 18 июня 1939                       | Дания                              | 3:6                                | 1                                  | Товарищеский матч                   |
| 40                                 | 22 июня 1939                       | Германия                           | 0:4                                | —                                  | Товарищеский матч                   |
| 41                                 | 17 сентября 1939                   | Швеция                             | 2:3                                | —                                  | Чемпионат Северной Европы 1937—1947 |
| 42                                 | 22 октября 1939                    | Дания                              | 1:4                                | —                                  | Чемпионат Северной Европы 1937—1947 |
| 43                                 | 28 июня 1946                       | Финляндия                          | 12:0                               | 2                                  | Товарищеский матч                   |
| 44                                 | 8 июля 1946                        | Дания                              | 0:2                                | —                                  | Товарищеский матч                   |
| 45                                 | 28 июля 1946                       | Люксембург                         | 2:3                                | —                                  | Товарищеский матч                   |
| 46                                 | 15 сентября 1946                   | Швеция                             | 0:3                                | —                                  | Товарищеский матч                   |
| 47                                 | 20 октября 1946                    | Дания                              | 1:7                                | —                                  | Товарищеский матч                   |
| 48                                 | 5 октября 1947                     | Швеция                             | 1:4                                | 1                                  | Чемпионат Северной Европы 1937—1947 |
| 49                                 | 26 мая 1948                        | Нидерланды                         | 1:2                                | —                                  | Товарищеский матч                   |
| 50                                 | 12 июня 1948                       | Дания                              | 2:1                                | —                                  | Чемпионат Северной Европы 1948—1951 |
| 51                                 | 19 июня 1949                       | Югославия                          | 1:3                                | —                                  | Товарищеский матч                   |

Итого: 51 матч / 17 голов; 18 побед, 8 ничьих, 25 поражений.